# Raïon de Ternopil
Le raïon de Ternopil (en ukrainien : Тернопільський район) est un raïon situé dans l'oblast de Ternopil en Ukraine. Son chef-lieu est Ternopil.
En 2020, avec la réforme administrative, l'ancien raïon de Ternopil s'agrandit en absorbant ses voisins : raïon de Berejany, raïon de Kozova, raïon de Pidhaitsi, raïon de Pidvolochysk, raïon de Terebovlia, raïon de Zboriv q'une partie du raïon de Zbaraj et la municipalité de Berejany.

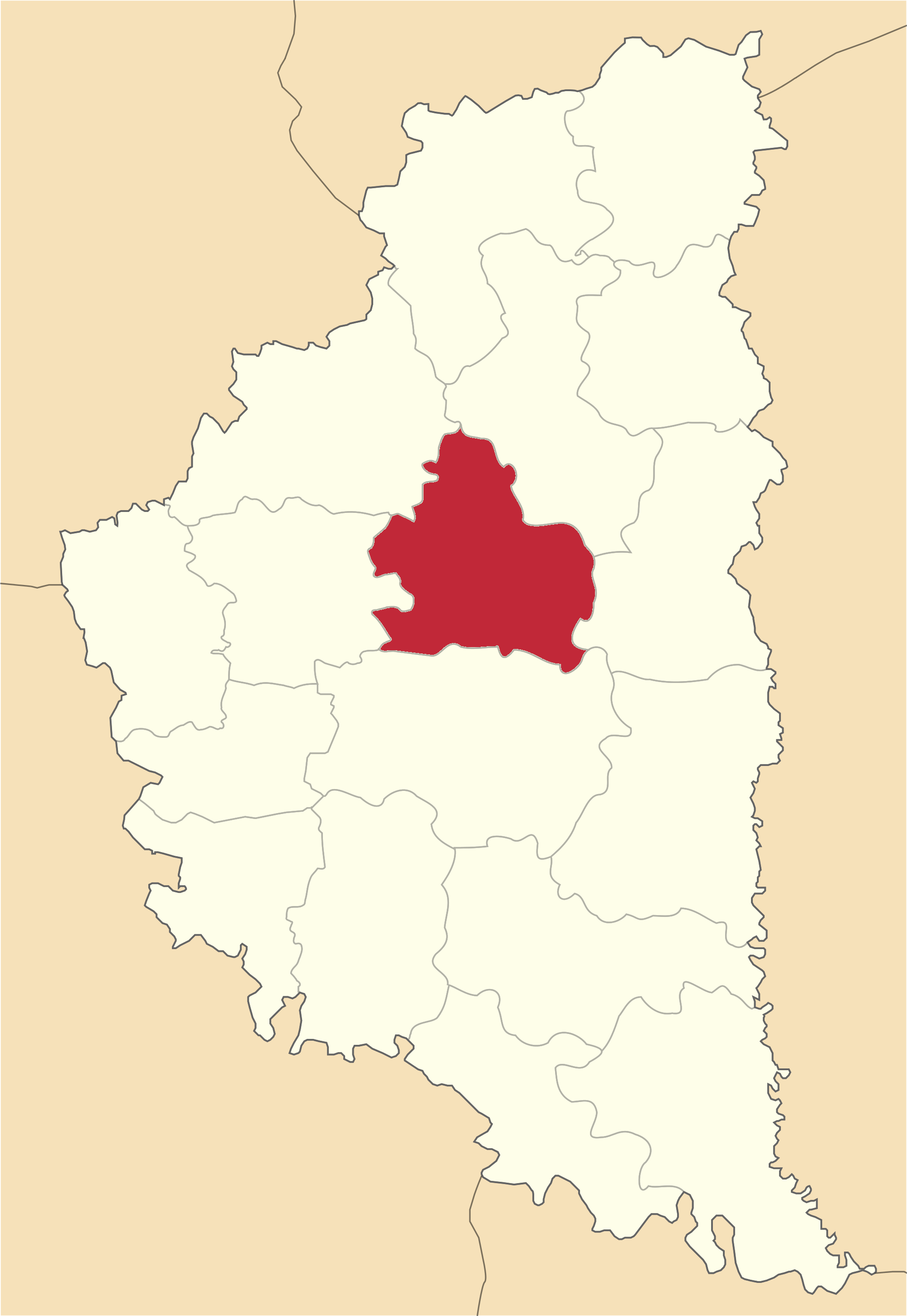
Avant juillet 2020
nouveau raïon.

## Lieux culturels
Le musée Ivan-Horbatchevsky et le musée Ivanna Blajkevytch à Denyssiv, la grotte de cristal.

Patrimoine naturel à Velykyi Hlybochok, classé[1],
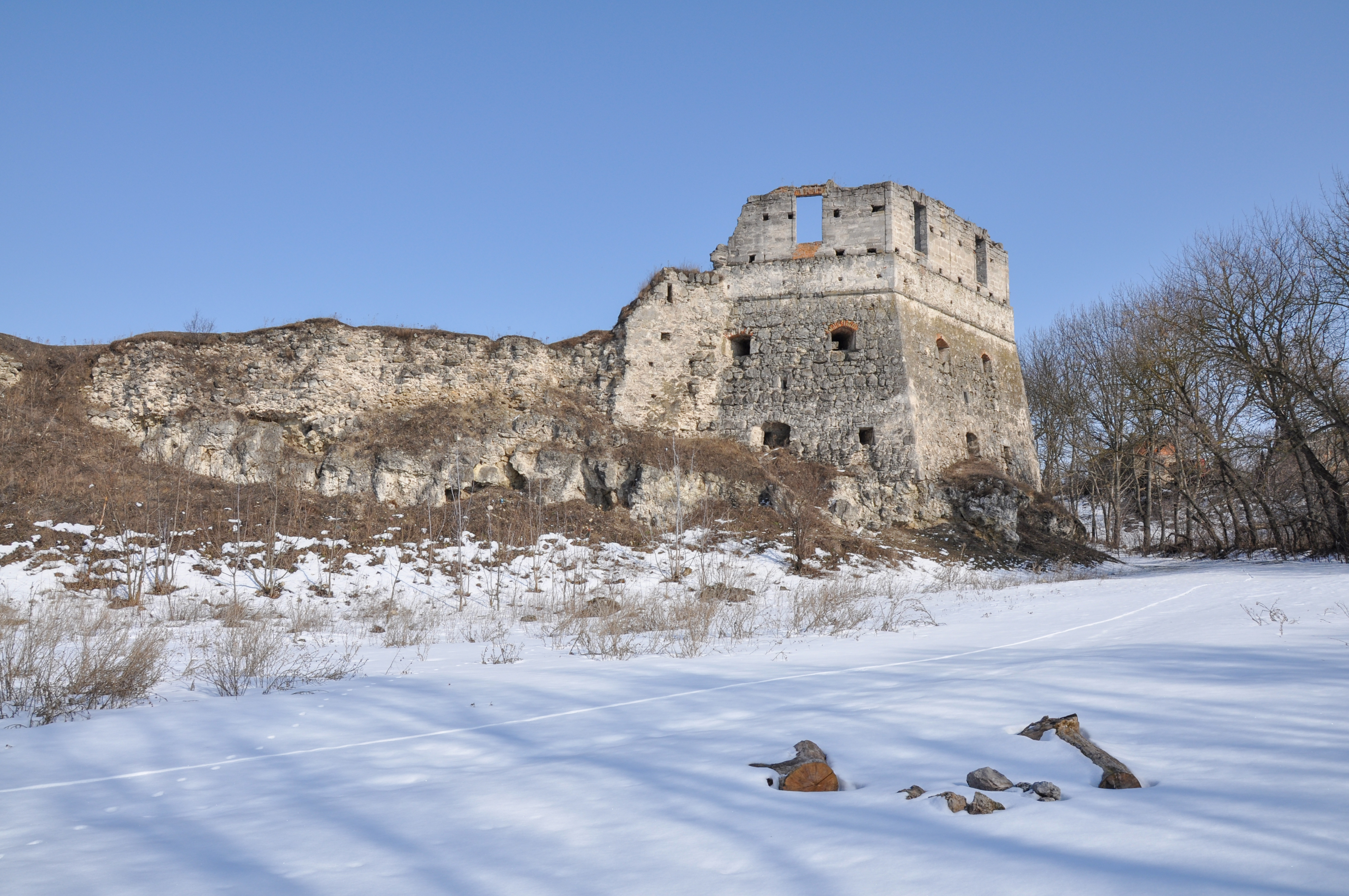
Château de Toky, classé[2],
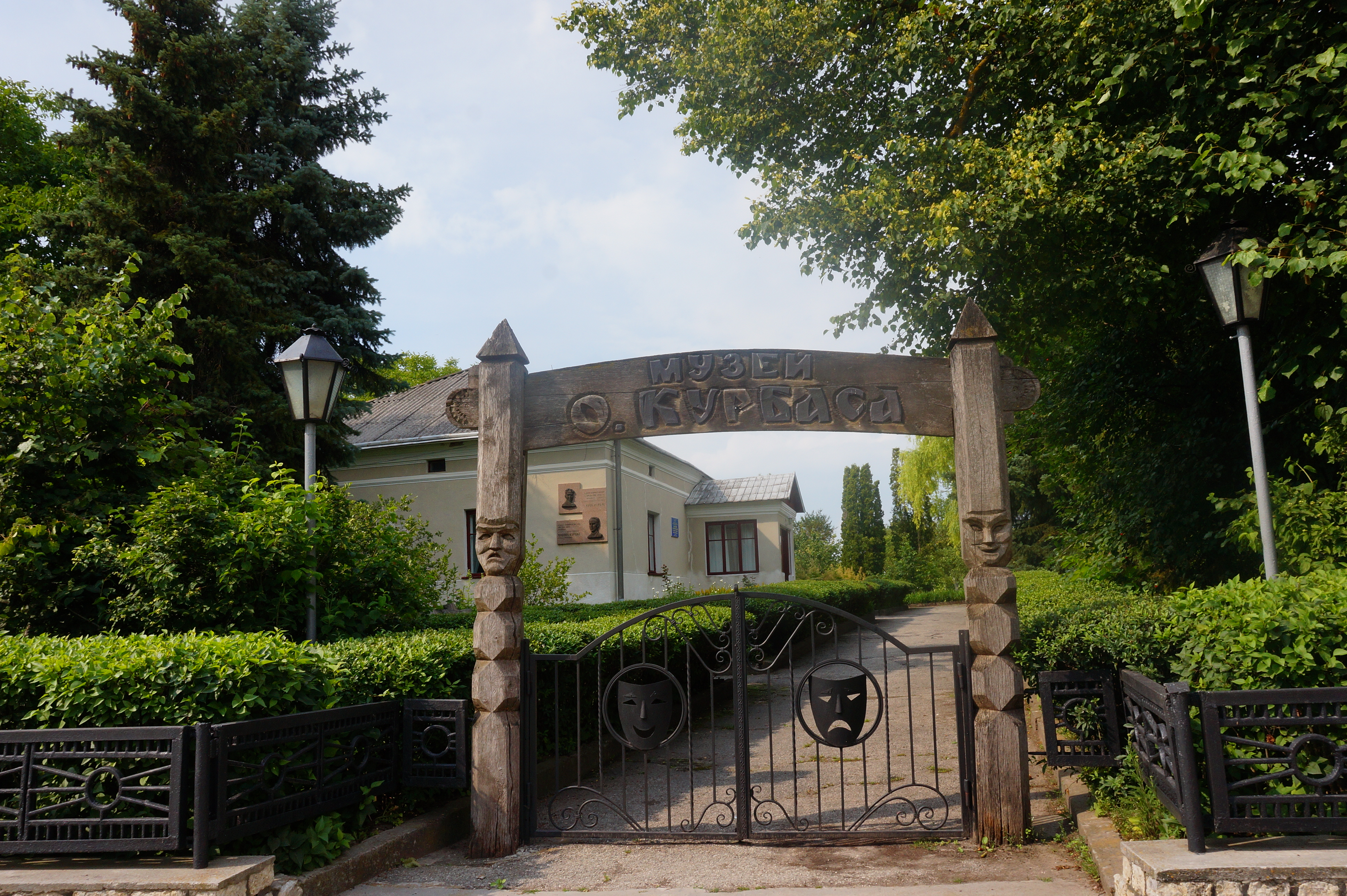
Le Musée Les-Kourbas, classé  numéro : 61-246-0140[3],
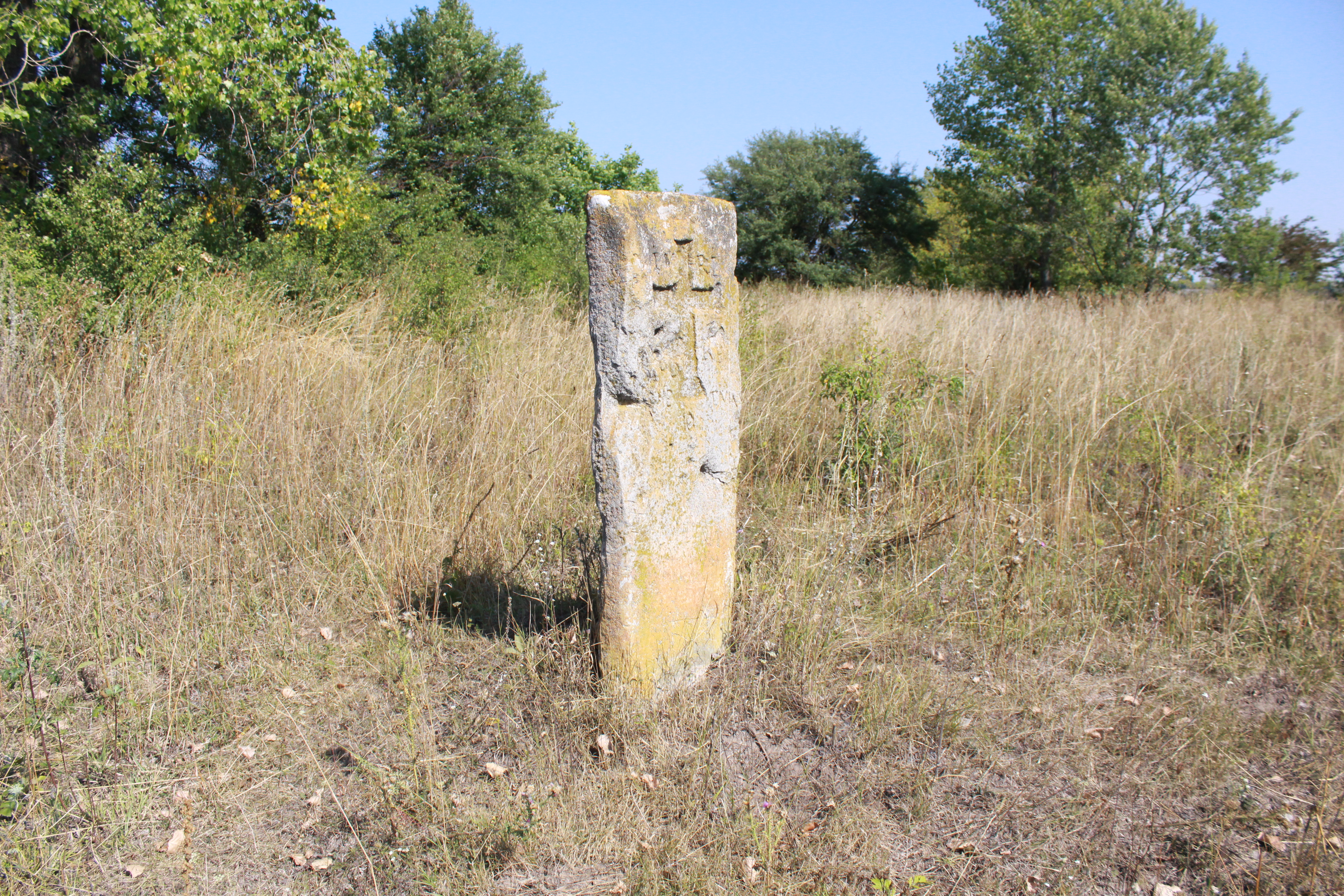
Borne Tcholhan, classée[4],
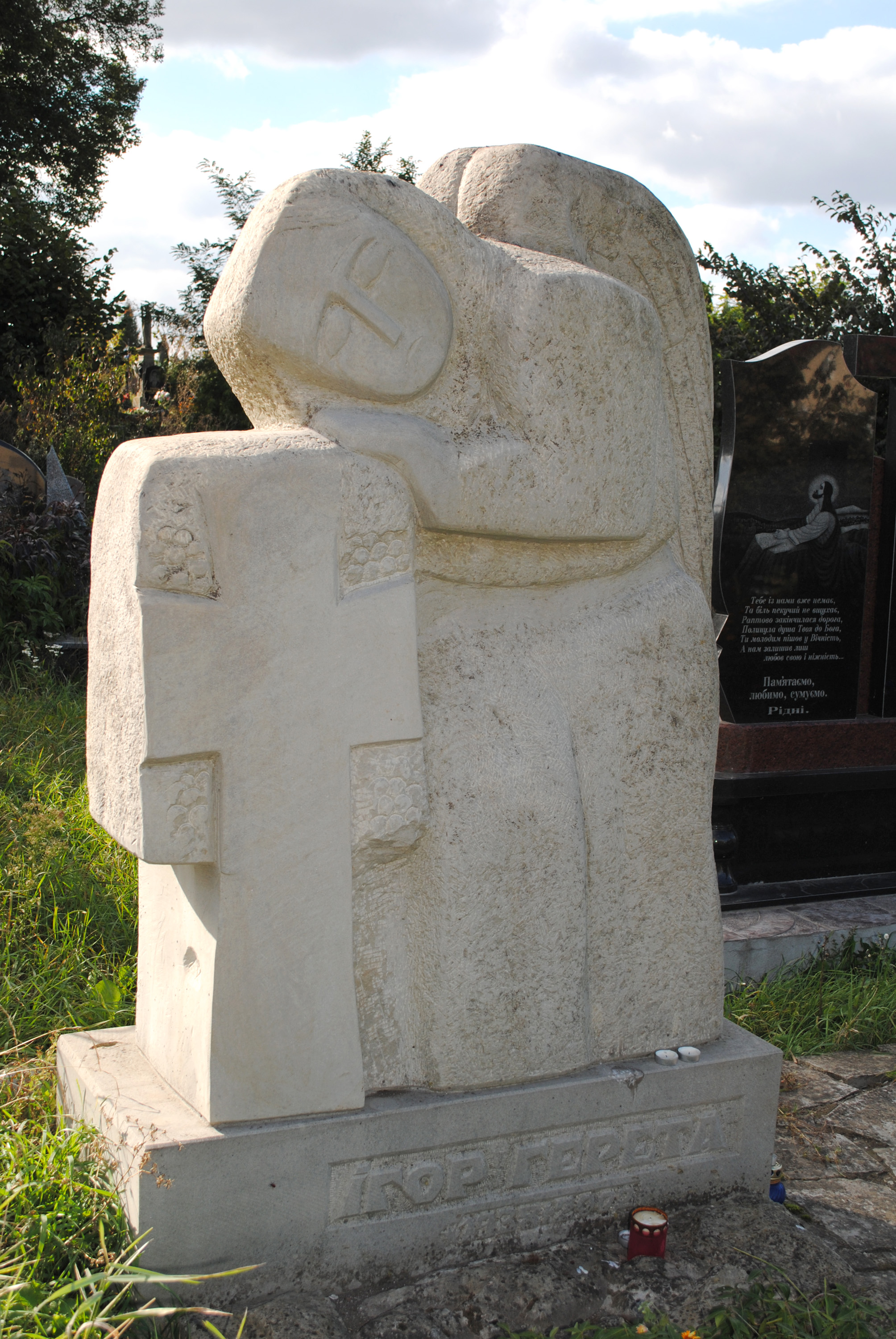
Tombes de la famille Gereta à Velyka Berezovytsia, classées[5],
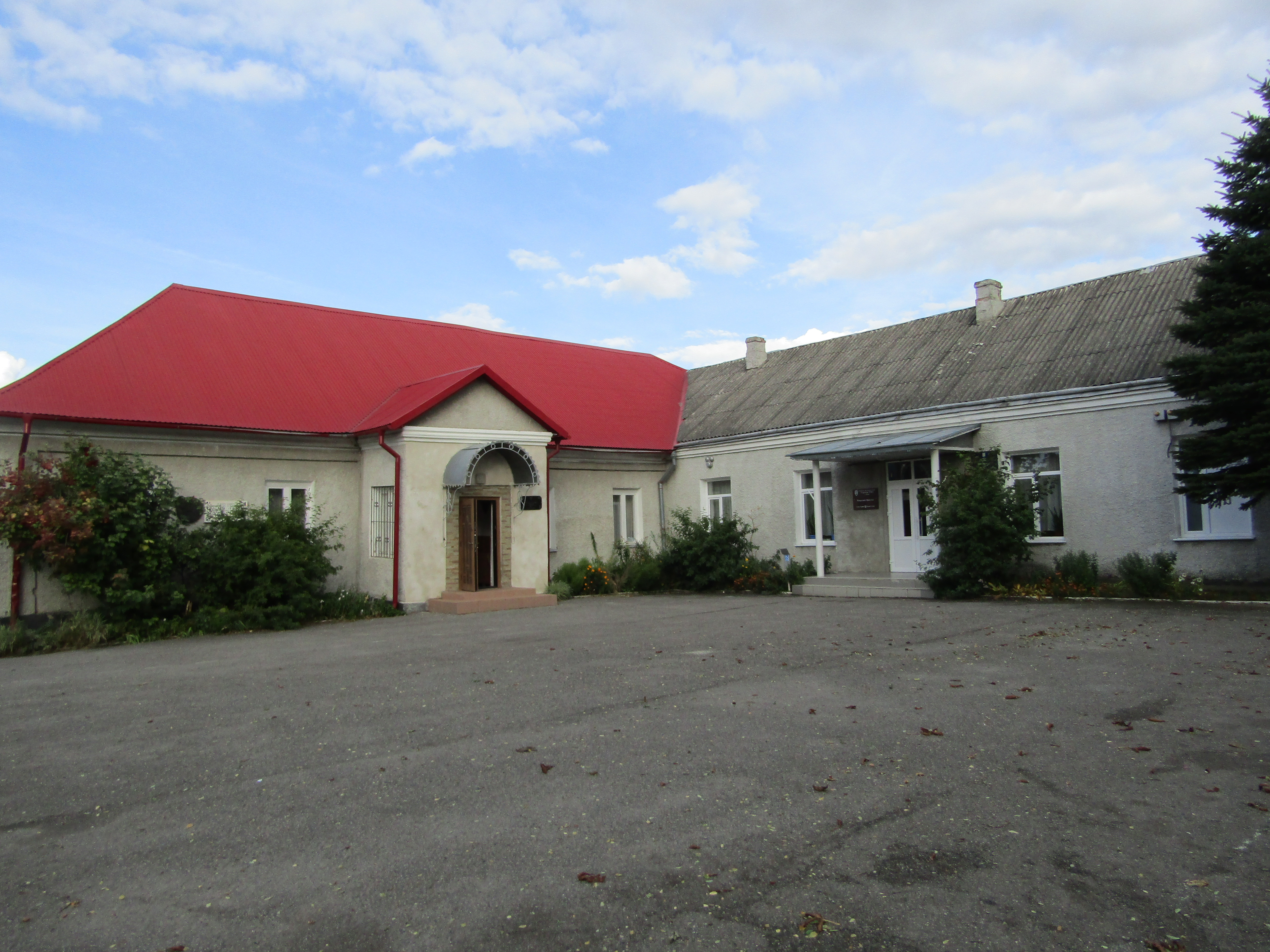
Musée à Bila, classé[6].
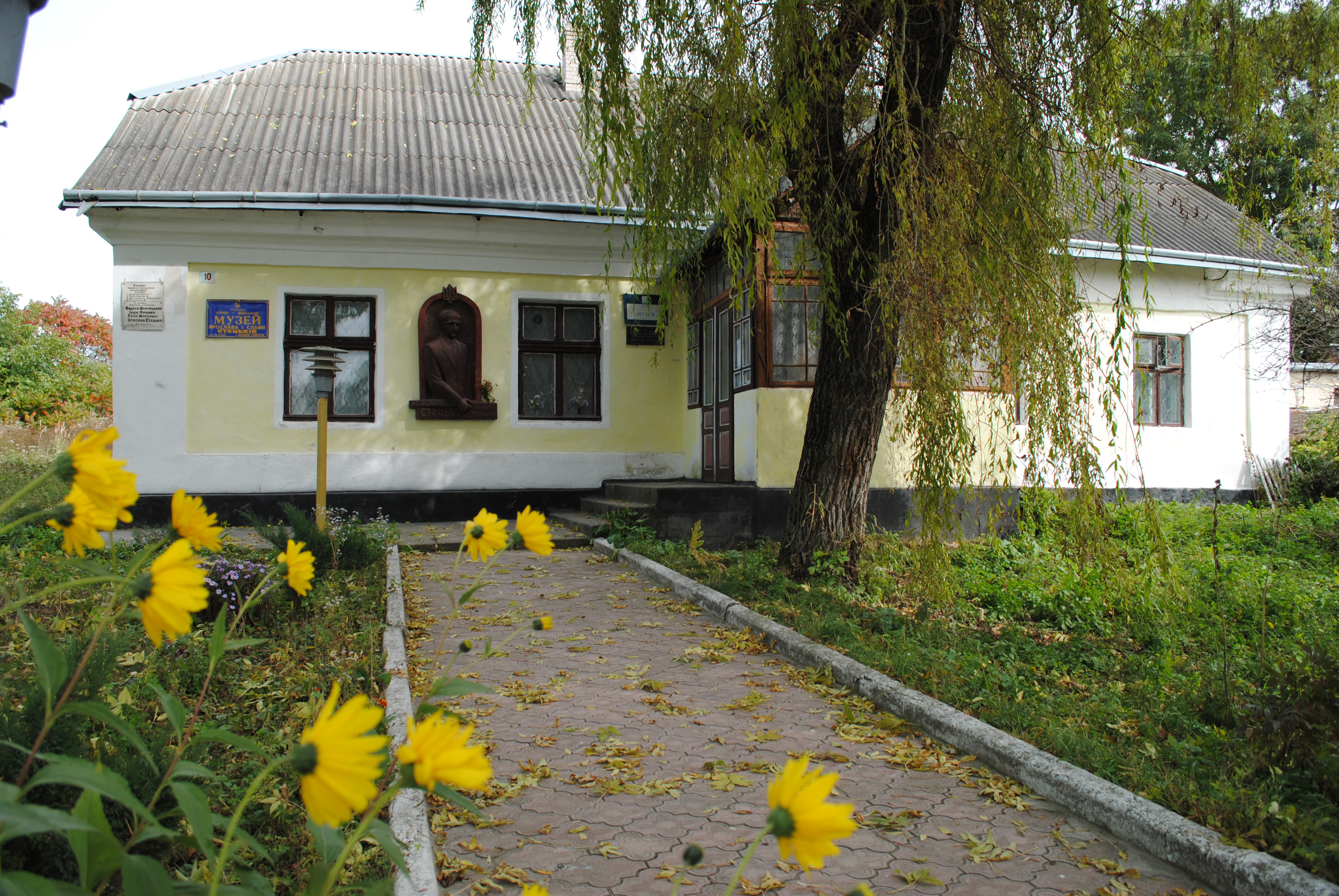
Musée Slava Stetsko et Iaroslav Stetsko à Velykyi Hlybochok, classé[7],
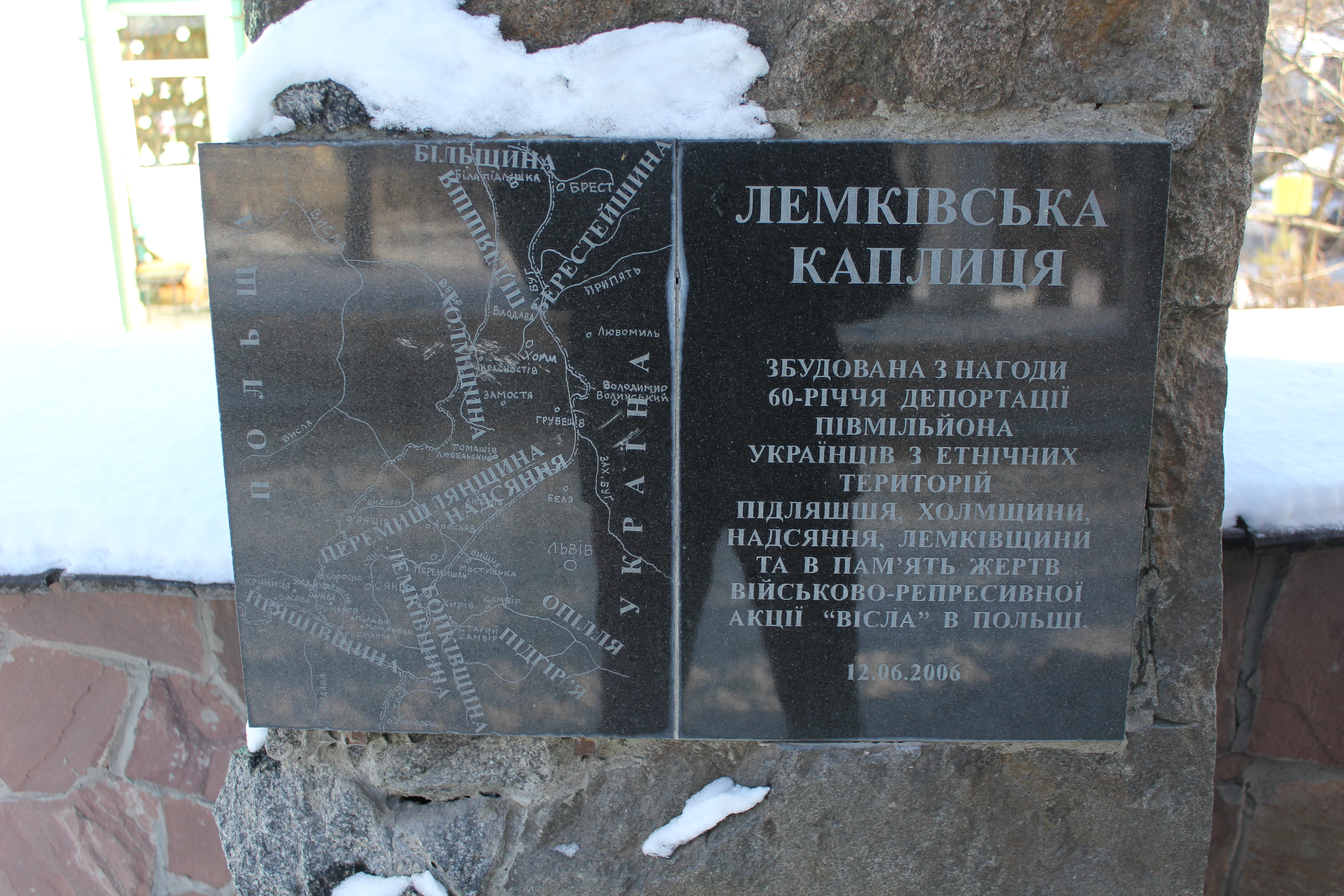
plaque au 60 ans de déportation des Ukrainiens classé[8] à Zbraj
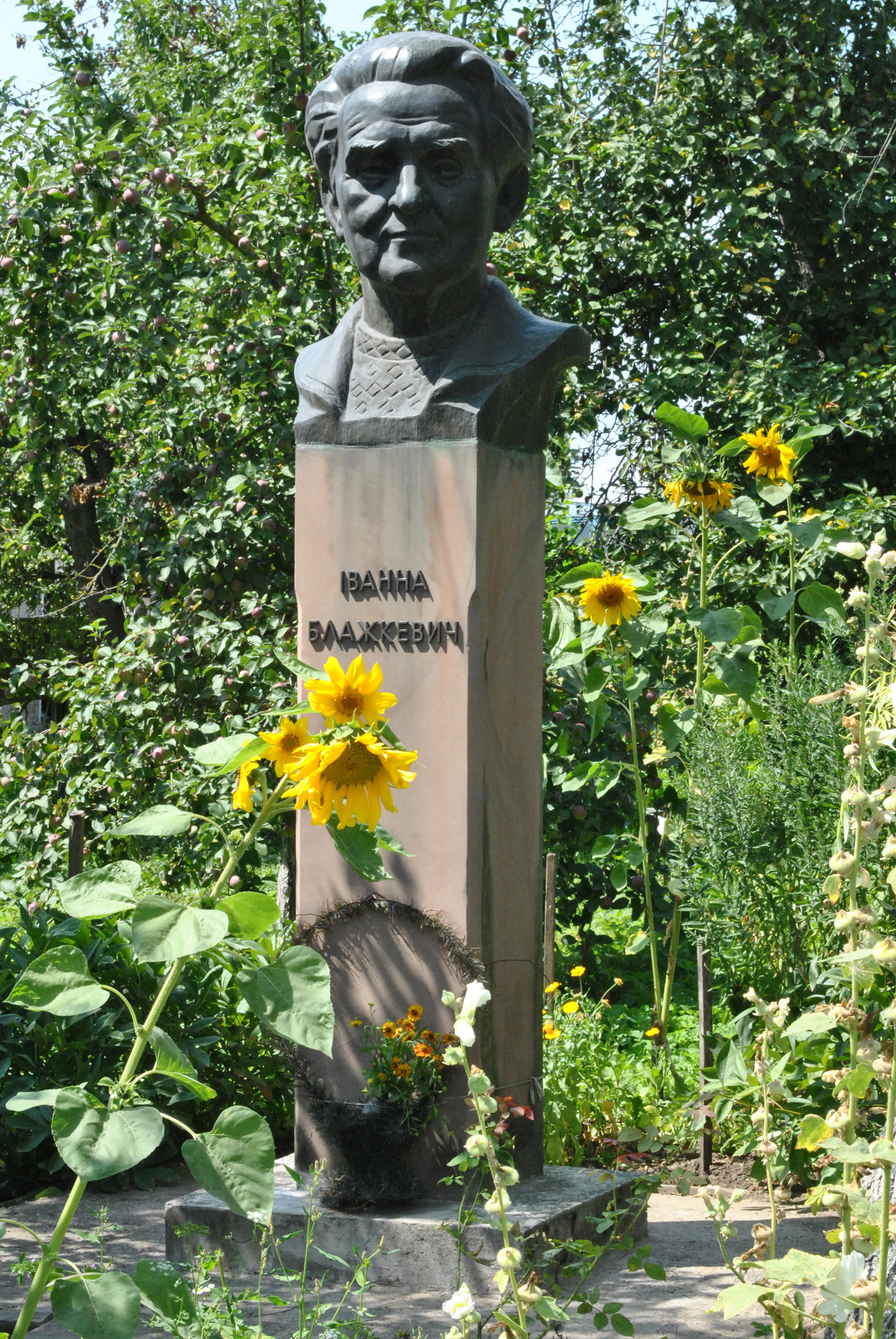
buste d'Ivanna Blajkevytch classé[9] à Denyssiv.
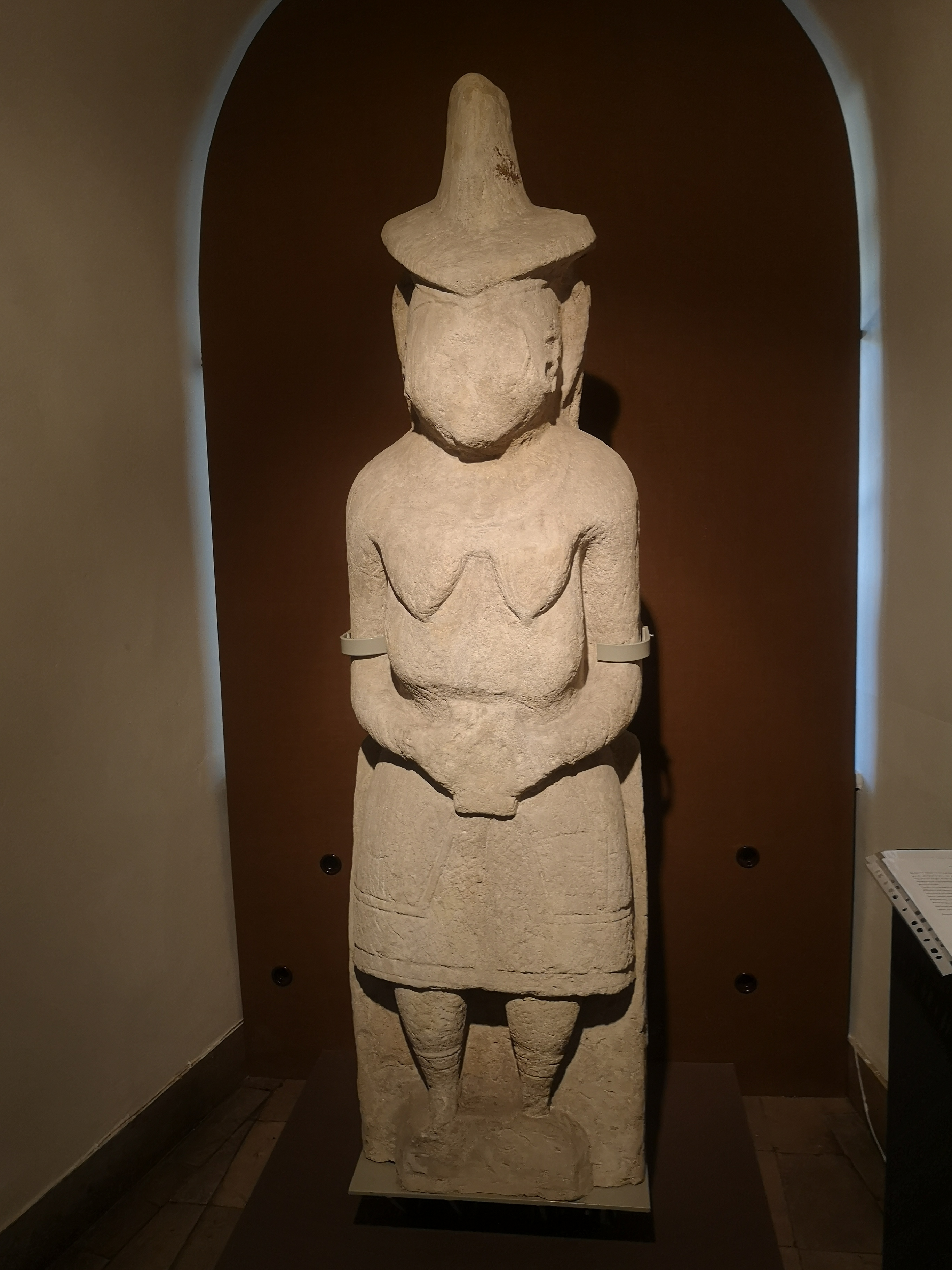
La baba de Stadnicka culture Coumans, XIIe XIIIe siècle.